# Lay Lay - Un'amica magica
Lay Lay - Un'amica magica  è una sitcom statunitense, ideata da David A. Arnold, per il network televisivo Nickelodeon.
La serie viene annunciata il 18 marzo 2021 e l'8 aprile 2021 sono iniziate ufficialmente le riprese della prima stagione terminate il 24 agosto 2021.
La prima stagione va in onda negli Stati Uniti su Nickelodeon dal 23 settembre al 9 dicembre 2021 e in Italia in streaming su Netflix il 28 gennaio 2022 e su Nickelodeon dal 23 gennaio all'8 febbraio 2023.
Il 28 gennaio 2022 Nickelodeon rinnova la serie per una seconda stagione da 39 episodi. La stagione va in onda negli Stati Uniti dal 14 luglio 2022 e la prima metà della stagione in streaming su Netflix in tutto il resto del mondo il 23 febbraio 2023.
il 20 marzo 2024 dopo la messa in onda del trentatreesimo episodio della seconda stagione, viene confermato dall'attrice di Lay Lay attraverso un post su ig la cancellazione della serie. 

## Trama
Sadie è una studentessa che si destreggia tra il liceo e un enorme segreto: il suo dinamico avatar ha preso vita sotto forma dell’agguerrita amica Lay Lay!

## Episodi
| Stagione         | Episodi | Prima TV USA | Prima TV Italia |
| ---------------- | ------- | ------------ | --------------- |
| Prima stagione   | 13      | 2021         | 2022            |
| Seconda stagione | 33      | 2022-2024    | 2023-TBA        |